# پاتریشیا پریس
پاتریشیا پریس (به انگلیسی: Patricia Parris) (زاده ۱۳ فوریهٔ ۱۹۵۰) بازیگر آمریکایی است.
از فیلم‌های معروف او می‌توان به بازی در فیلم ببین حالا کی حرف می‌زنه اشاره کرد.